# Orquesta Sinfónica MDR
La Orquesta Sinfónica MDR es una de las orquestas radiofónicas más antiguas del mundo y la más antigua de Alemania. La MDR fue fundada el 6 de enero de 1923 en la ciudad de Leipzig sin participación alguna de la radio. La segunda orquesta radiofónica fue fundada nueve meses después en Berlín. La MDR es desde 1924 el cuerpo sonoro más grande y representante más importante del Mitteldeutscher Rundfunk. Entre los directores cuentan Hermann Abendroth (1949–1956), Herbert Kegel (1953–1977) y Fabio Luisi (1996–2007). 

## Historia
A pesar de que Leipzig poseía tres orquestas (Winderstein-Orchester, Willy-Wolf-Orchester y la famosa Orquesta del Gewandhaus) a finales del siglo XIX, estas no lograban cubrir la necesidad cultural de los habitantes de la creciente ciudad. Por esta razón se decidió en 1923 la creación de la Leipziger Orchester-Gesellschaft m.b.H., en español "Sociedad Lipsiense de la Orquesta". La sociedad se formó con el apoyo de empresas importantes de la época, tales como Irmler Piano de Blüthner, Breitkopf & Härtel, Konzertdirektion Schubert y Feurich Klavier- und Flügelfabrikation. La orquesta se llamó Leipziger Sinfonie-Orchester y el primer director fue Emil Bohnke. En 1924, luego de la fundación de los entes de radiodifusión en Europa, en especial del Mitteldeutschen Rundfunk AG (MIRAG) en Leipzig, la orquesta cambió de dueño. Sin embargo, ya en 1923 se transmitió el primer programa musical de radio con el violinista Walther Davisson. En 1925 se transmitió por primera vez una opera: La flauta mágica de Mozart. En 1928 se convirtió en la primera orquesta en dar conciertos sin director, la cual fue una innovación en el país. Grandes nombres de la música participaron de invitados: Yehudi Menuhin en 1930,Paul Hindemith en 1931, Arnold Schönberg y Anton Maria Topitz en 1929, Richard Strauss también en 1929. A partir de 1930 le fue permitido a la orquesta tocar en el Gewandhaus. La ópera Der Silbersee de Kurt Weill fue estrenada antes de la toma de poder de los nazis. 

### Segunda Guerra Mundial
Durante la época del nazismo la orquesta se vio obligada a contratar a Hans Weisbach como dirigente y tocar obras de compositores afines al régimen. En 1941 finalmente se interrumpieron las labores dedbido a la Segunda Guerra Mundial. Gran parte de las partituras e instrumentos se destruyeron durante la guerra. 

### República Democrática Alemana
El Mitteldeutscher Rundfunk se convirtió a partir de 1946 en el nuevo dueño de la ahora Orquesta Radiofónica de Leipzig. En 1947 se inauguró el Leipziger Funkhaus, el nuevo estudio construido para el Mitteldeutscher Rundfunk. Problemas con el SED le costaron el puesto al director Gerhard Wiesenhütter en 1948, el cual fue Hermann Abendroth. En 1957 se realizó la primera gira internacional a países del entonces bloque socialista, pero también Francia, Italia y Japón. Directores de la talla de Franz Konwitschny, Kurt Masur y Václav Neumann sirvieron de directores invitados. A partir de 1960 ocupó Herbert Kegel el puesto de director. Con Kegel se le dio más importancia a la Música clásica del siglo XX. De esta época son los directores invitados Hans Werner Henze, Cristóbal Halffter y Witold Lutosławski. A partir de 1987, bajo la dirección de Max Pommer, se crearon las Mozartiana, una serie de presentaciones de música clásica tradicional.

### Actualidad
Después de la Reunificación alemana en 1990 se fusionó la Orquesta Radiofónica de Leipzig con la Radio Philarmonie para crear la actual Orquesta Sinfónica MDR. La MDR tiene desde entonces el derecho y la obligación de tocar una cantidad fija de conciertos al año en los teatros principales de Berlín, Dresde y Múnich. En 1992 estrenó la MDR la Europa-Kantate del compositor Ennio Morricone en Alemania. En 2003 fue dirigida por Daniel Nazareth ante el Papa Juan Pablo II debido a su jubileo número 25. La violinista Anne-Sophie Mutter es solista en la MDR desde 1995. Renombrados directores, tales como Herbert Blomstedt y Günther Herbig fueron invitados desde entonces a tocar con la MDR. En 2009 la MDR tocó el concierto en homenaje a la caída del Muro de Berlín ante la canciller Angela Merkel. La MDR es integrada por 160 músicos que dan más de 100 conciertos anuales dentro y fuera del país.

## Conjuntos

### Conjuntos demúsica de cámarade la Orquesta Sinfónica MDR
- Arcato Quartett (desde 1999)
- Döring-Bläserquintett (desde 1982)
- Kammersymphonie Leipzig (desde 2006)
- Leipziger Hornquartett (desde 1996)
- Leipziger Schlagzeugensemble (desde 1983)
- Leipziger Blechbläsersolisten (desde 1992)
- MDR Bläserquintett (desde 1995)

### Otros conjuntos
- Gruppe Neue Musik Hanns Eisler (1970–1993)
- Ensemble Sortisatio (desde 1992)

## Directores
- Alfred Szendrei (1924–1932)
- Carl Schuricht (1931–1933)
- Hans Weisbach (1934–1939)
- Reinhold Merten (1939–1940)
- Heinrich Schachtebeck (1945)
- Fritz Schröder (1945–1946)
- Gerhard Wiesenhütter (1946–1948)
- Hermann Abendroth y Gerhard Pflüger (1949–1956)
- Herbert Kegel (1953–1977)
- Wolf-Dieter Hauschild (1978–1985)
- Max Pommer (1987–1991)
- Daniel Nazareth (1992–1996)
- Marcello Viotti, Fabio Luisi y Manfred Honeck (1996–1999)
- Fabio Luisi (1999–2007)
- Jun Märkl (2007-2012)
- Kristjan Järvi (2012-2018)